# An Interpretation of Rumphius's Herbarium Amboinense
An Interpretation of Rumphius's Herbarium Amboinense (abreviado Interpr. Herb. Amboin.) es un libro con ilustraciones y descripciones botánicas que fue escrito por el botánico estadounidense Elmer Drew Merrill en Manila y publicado en el año 1917.